# William J. McConnell
William J. McConnell (Commerce Township, 1839. szeptember 18. – Moscow, 1925. március 30.) az Amerikai Egyesült Államok szenátora (Idaho, 1890–1891).